# Petr Bakhnar
Petr Bakhnar em (russo:Петр Бахнарь;Moscou, 17 de outubro de 1998) é um jogador de vôlei de praia russo.

## Carreira
Em 2014 competia ao lado de Dmitrii Odintsov na edição do Campeonato Europeu de Vôlei de Praia Sub-18 em Kristiansand
no ano seguinte disputou o Circuito  Europeu  EEVZA  com Aleksandr Kramarenko, depois retomou neste circuito e ano com Dmitrii Odintsov e juntos estiveram no Aberto de Sochi e no Grand Slam  de Moscou em 2016, além do Major Series de Gstaad e Klagenfurt.Atuaram juntos na edição do Circuito Europeu de Vôlei de Praia Sub-20 de 2016 em Antália.
Em 2017 competiu novamente com Dmitrii Odintsov e também ao lado de Evgeny Zyukov, pelo Circuito EEVZA esteve com Denis Privalov e Maxim Zhirkov, finalizando a temporada com Yury Bogatov.No Circuito Mundial em 2018 iniciou ao lado de Taras Myskiv, quando sagraram-se vice-campeões dos torneios uma estrela de Manila e Langkawi, na sequência competiu novamente com Yury Bogatov.Na temporada de 2019 retomou a parceria com Aleksandr Kramarenko no torneio duas estrelas de Siem Reap	e uma estrela de Langkawi, na sequência formou dupla com Yury Bogatov e obtiveram o vice-campeonato no torneio uma estrela de Doha pelo Circuito 2020.Em 2020 iniciou o ano competindo com Valeriy Samoday.

## Títulos e resultados
- Torneio 1* de Doha do Circuito Mundial de Vôlei de Praia:2020
- Torneio 1* de Manila do Circuito Mundial de Vôlei de Praia:2018
- Torneio 1* de Langkawi do Circuito Mundial de Vôlei de Praia:2018